# Febbre da fieno

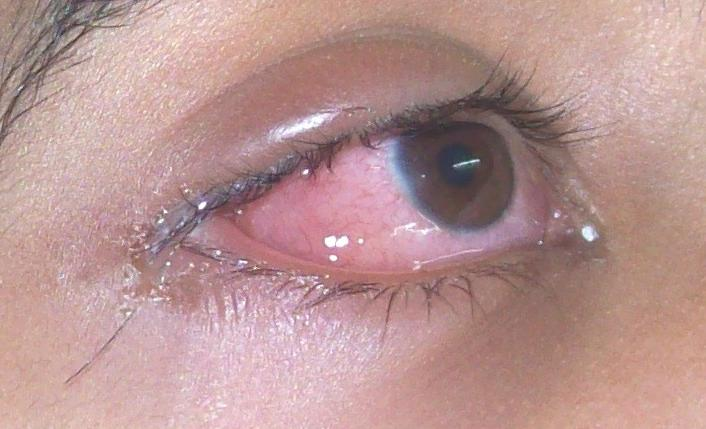
Edema della congiuntiva causato da una febbre da fieno

La febbre da fieno indica quelle forme di rinite allergica che si ripetono annualmente ed è una reazione della mucosa degli occhi, del naso e delle vie respiratorie ai pollini stagionali, ma anche alla polvere, ad alcuni tipi di volatili, al pelo animale (soprattutto felino) e ad altri elementi irritanti.
Di solito sono infatti le particelle di polline di piante o di alberi che utilizzano per la loro riproduzione l'opera del vento (impollinazione anemofila) che provocano particolari disturbi che vanno sotto il nome scientificamente più corretto di pollinosi.
Questo disturbo si presenta con starnutazione che può variare da occasionale a ciclica, si accompagna a rinorrea (intensa secrezione acquosa), a congestione ed a prurito nasale, talora a senso di naso chiuso, si associa anche a congiuntivite e faringite, nonché a ipersensibilità nervosa, cioè una notevole irritabilità.
Uno dei sintomi più frequenti negli episodi "importanti" è la congestione e l'edema delle mucose nasali che causando una forte ostruzione delle narici obbliga il soggetto a respirare con la bocca.
In un certo numero di casi, che sono in aumento, l'infiammazione interessa anche la mucosa bronchiale e si sviluppano crisi asmatiche. 
Questi disturbi possono acutizzarsi in determinati ambienti come la campagna, i parchi pubblici e/o nelle giornate molto ventose che propagano maggiormente i pollini, ma sono stati anche registrati casi in cui bevande fortemente alcoliche e situazioni pesantemente stressanti possono essere colpevoli dell'apparire del fenomeno "febbre da fieno".
Per il trattamento dei sintomi possono essere usati i farmaci contenenti loratadina o desloratadina.